# Måna

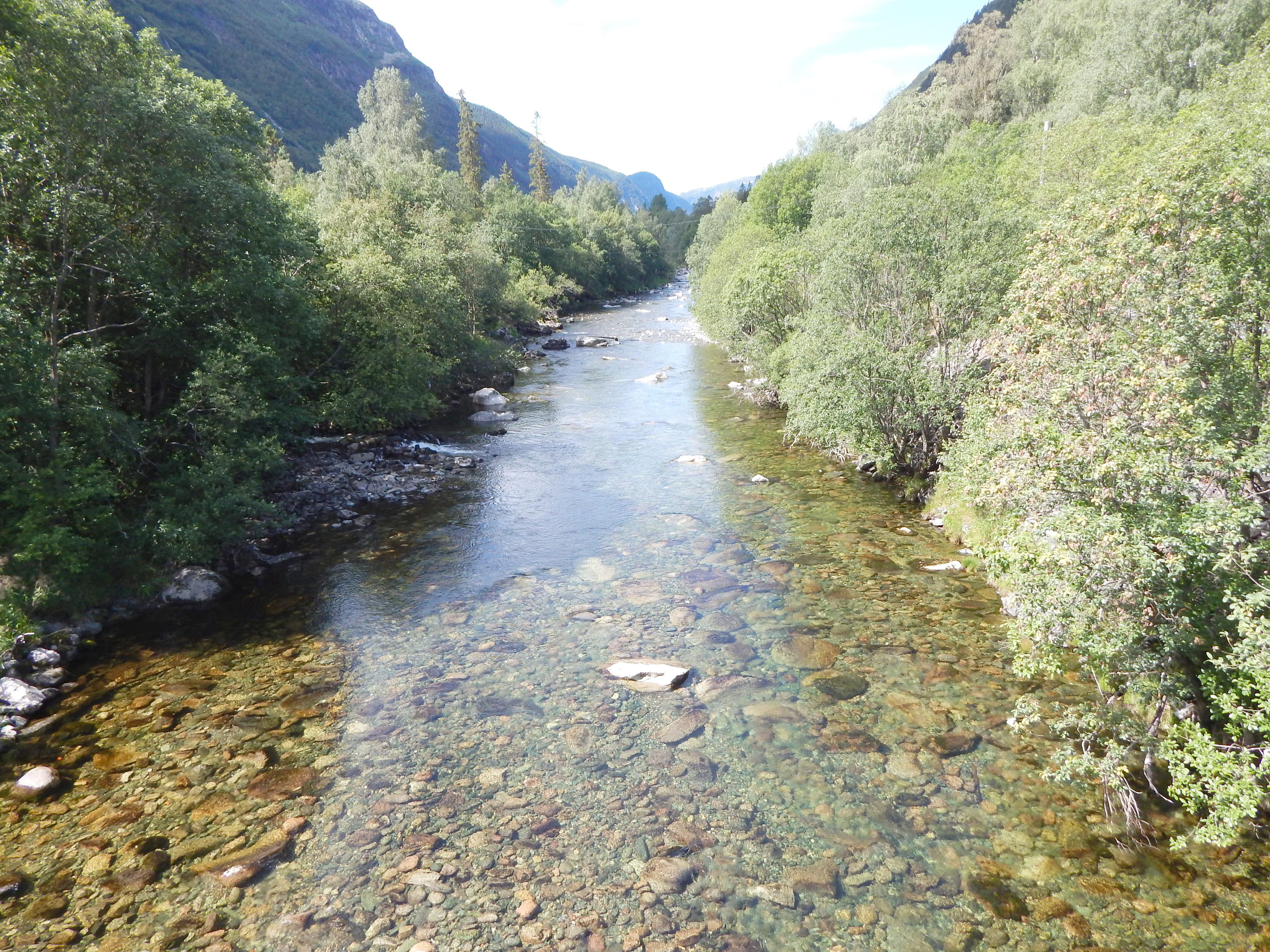
Måna

Måna eller Måne är en älv i Tinn kommun i Telemark fylke i Norge. Den utgår från sjön Møsvatnet, rinner genom Vestfjorddalen och Rjukan, och mynnar i Vestfjorden i Tinnsjø. Älven är en del av Skiensvassdraget.
Måna är utbyggd för elkraftproduktion. De största kraftverken är Vemork och Såheim. Älven bildade före regleringen det berömda vattenfallet Rjukanfossen.